# All Nippon Airways
All Nippon Airways Co., Ltd.( 全日本空輸株式会社; Zen Nippon Kūyu Kabushiki), LSE: ANA, poznatiji kao ANA, je japanski zračni prijevoznik sa sjedištem u Shiodome City Centru, Tokyo. Sa svojom flotom od preko 200 zrakoplova lete prema gotovo 50 destinacija u Japanu i preko 30 međunaodnih destinacija. Imaju oko 33.000 zaposlenih (2013.). Glavna sjedišta za međunarodne letove su zračne luke Narita (Tokyo) i Kansai (Osaka), dok su im za domaće letove sjedišta u zračnim lukama Haneda (Tokyo), Itami (Osaka), Chūbu Centrair International Airport (Nagoya) i New Chitose Airport (Sapporo).
ANA u svom vlasništvu ima i nekoliko manjih zračnih prijevoznika: ANA Wings, Air Japan, Air Do, Vanilla Air, Allex Cargo (ANA Cargo) i Peach. Od listopada 1999. kompanija je član udruženja Star Alliance. U ožujku 2013. Skytrax im je dodijelio priznanje 5-Star Airline.

## Povijest
ANA je nastao na temeljima dvije kompanije. Prva je bila Nippon Helicopter and Aeroplane koja je osnovana 27. prosinca 1952. Današnja IATA oznaka za ANA je NH što su početna slova Nippon Helicopter kompanije.
NH je započeo letove helikoplerima u veljači 1953. Dana 15. prosinca 1953. su ostvarili svoj prvi cargo let (Osaka - Tokyo) koristeći zrakoplov de Havilland Dove, JA5008. Bio je to prvi let koji je obavljen od strane japanskih pilota nakon Drugog svjetskog rata. Putnički prijevoz na istoj ruti je započeo 1. veljače 1954. U ožujku su u flotu uveli uveli i drugi tip zrakoplova - de Havilland Heron. Douglas DC-3 je uveden u flotu 1955. Do tada su već proširili svoju mrežu letovima sa sjevera otoka Kyūshū za Sapporo.
Drugi ANA predak je bio Far East Airlines (極東航空,Kyokutō Kōkū). Iako je kompanija FEA osnovana 26. prosinca 1952., jedan dan prije NH kompanije, nije započela poslovanje do 20. siječnja 1954.,kada je započela s cargo letovima na relaciji Osaka - Tokyo, koristeći zrakoplov de Havilland Dove. Početkom 1957. su u flotu uveli zrakoplov DC-3 i proširili mrežu destinacija.
FEA se spojila s kompanijom NH u ožujku 1958. Novonastala kompanija je imala tržišnu kapitalizaciju u iznosu od 600 milijuna jena. Stvorena je tako najveća privatna zračna kompanija u Japanu - All Nippon Airways. Logo kompanije je preuzet od kompanije NH.

### Domaća era
ANA je tijekom 1960-ih us voju flotu dodala zrakoplove Vickers Viscount i Fokker F27. U listopadu 1961. su njihove dionice izlistane na burzi u Tokyu i Osaki.  Spajanje s kompanijom Fujita Airlines je usljedilo 1963. pri čemu je kapital kompanije narastao na 4,65 mlrd jena.  Prvi mlazni avion u floti im je bio Boeing 727 1965. i letio je na ruti Tokyo-Sapporo. Iste godine su postali prvi korisnik zrakoplova NAMC YS-11, što je bio prvi japanski turbopropelerski zrakoplov. Boeing 737 su u flotu uveli 1969. godine.
Kako je ANA rasla tako su započeli i s ugovaranjem letova s putničkim agencijama širom Japana.  Mnoge od tih agencija su zauzvrat dobile udjele u kompaniji ANA kao dio ugovora. Neki od tih odnosa su zadržani i danas u raznim oblicima. Primjerice, Nagoya Railroad, koja je upravljala ANA operacijama u regiji Chūbu, zadržala je trajno svoje mjesto u ANA odboru direktora.
I dok su na domaćem tržištu ostvarivali konstantan rast, na međunarodno tržište nisu smjeli jer je državna kompanija Japan Airlines jedina imala dozvolu od strane vlasti da obavlja međunarodne letove. To je trajalo sve do 1986. Do tada su mogli obavljati samo međunarodne charter letove. Prvi takav let se dogodio 21. veljače 1971.
Prvi širokotrupni zrakoplov (Lockheed L-1011s) su kupili u studenome 1971. Kompanija je imala narudžbu za McDonnell Douglas DC-10 zrakoplove ali je ona otkazana i prebačena na Lockheed. Kasnije je na vidjelo izašla priča da je sve napravljeno zbog podmićivanju premijera Kakuei Tanake. Sve je dovelo do uhićenja Tanake još nekoliko managera ANA zbog korupcije.
Svoj prvi Boeing 747-200 su uveli u flotu 1976. na rutama Tokyo-Sapporo i Tokyo-Fukuoka., a Boeing 767 1983. Prve izvedbe su bile kratkog doleta (SR-short range) jer su bile namijenjene samo za domaće letove.

### Međunarodna era
ANA je 3. ožujka 1986. započela sa svojim redovnim međunarodnim letovima. Bio je to let na relaciji Tokyo - Guam. Letovi za Los Angeles i Washington, D.C.  su uspostavljeni do kraja iste godine.
ANA je postepeno proširivala svoje međunarodne destinacije: Peking, Dalian, Hong Kong i Sydney (1987.); Seoul (1988.); London i Saipan (1989.); Paris (1990.) i New York (1991.). Prve Airbus zrakoplove su dobili početkom 1990-ih, kao i prve Boeing 747-400 zrakoplove. U listopadu 1999. su postali član udruženje Star Alliance.
2004. je bila prva godina da je ANA ostvarila veću dobit od japan Airlinesa. Iste godine su zbog povećanih kapaciteta zračnih luka objavili plan obnavljanja flote kojim su svi veći zrakoplovi zamijenjeni, a u flotu je dodan i veći broj manjih zrakoplova.
Tijekom 2004. su osnovali niskotarifnu podružnicu Air Next koja svoje letove obavlja iz sjedišta u Fukuoki. Stekli su i većinsko vlasništvo nad kompanijom Nakanihon Airline Service (NAL). U 2005. su NAL preimenovali u Air Central i premjestili mu sjedište u Chūbu Centrair International Airport. U srpnju 2005. ANA je postigla dogovor kompanijom NYK Line o prodaji 27,6% udjela u Nippon Cargo Airlinesu, zajedničkoj kompaniji (joint venture) nastaloj 1987. Prodaja je omogućila usmjeravanje ANA u razvoj svog vlastitog cargo prijevoza. U 2006. ANA, Japan Post, Nippon Express i Mitsui O.S.K. Lines zajedno osnivaju kompaniju ANA & JP Express (AJV) koja započinje s obavljanjerm cargo djelatnosti. U novonastaloj kompaniji ANA je najveći dioničar.
Air Transport World je proglasio ANA za zračnog prijevoznika godine 2007. ("Airline of the Year").
U srpnju 2011. All Nippon Airways i AirAsia su postigli dogovor o osnivanju kompanije AirAsia Japan. ANA posjeduje 51% vlasništva te kompanije. Tijekom listopada 2013. Air Asia se povukla iz zajedničke tvrtke, a kompanija je preimenovana u Vanilla Air.

## Flota
All Nippon Airways flota se sastoji od sljedećih zrakoplova (29. siječnja 2016.):
- F, C, P i Y su kodovi koji označavaju klasu sjedala u zrakoplovima, a određeni su od strane Međunarodne udruge za zračni prijevoz.

## Korporativna ulaganja
ANA Group posjeduje udjele u sljedećim kompanijama:
- Air Japan
- ANA Wings
- Air Do (većinski vlasnik)
- Peach (većinski vlasnik)
- Vanilla Air
- IFTA
- Pan Am International Flight Academy
- All Nippon Helicopter (NHK.)

## Nesreće i incidenti
- Prva ANA nesreća se dogodila 1958 kada je pao zrakoplov Douglas DC-3 (JA5045) na letu 025.[36]
- 1958. je Akira Emoto postavio dinamit u zrakoplov Douglas DC-3. Bio je to dio samoubilačkog plana. Emoto je izgubio život skočivši iz zrakoplova, ali dinamit nije detoniran.[37]
- 1960. je izgubljen zrakoplov Douglas DC-3 (JA5018).[38]
- Dana 12. lipnja 1961. zrakoplov Vickers Viscount (G-APKJ) je oštećen pri slijetanju u zračnu luku Osaka International Airport.[39]
- Dana 19. studenoga 1962. zrakoplov Vickers Viscount (JA8202) se srušio u Nagoyi na trening letu pri čemu su poginule četiri osobe.[40]
- Dana 4. veljače 1966., Boeing 727 (JA8302) na letu 60 se pri slijetanju srušio u Tokijski zaljev. Poginulo je 133 putnika i članova posade.[41]
- Dana 13. studenoga 1966., YS-11 na letu 533 se srušio u Matsuyami. Svih 50 osoba u zrakoplovu je poginulo.[42]
- Dana 30. srpnja 1971., Boeing 727 na letu 58 se sudario s vojnim zrakoplovom JASDF-a F-86 Sabre. Poginulo je 155 putnika i 7 članova posade. Vojni pilot se spasio iskakanjem.[43]
- Dana 22. lipnja 1995., osoba koja se nazivala "Fumio Kujimi" otela je zrakoplov Boeing 747SR nedugo nakon polijetanja iz Tokya. Zrakoplov je prizemljen u Hokkaidu i policija je uhitila otmičara.[44]
- 1999. godine je otmičar oteo zrakoplov na letu 61 i ubio pilota. Otmičar je savladan od strane putnika i članova posade.[45]
- Dana 6. rujna 2011., zrakoplov Boeing 737-700 na letu 140 je naglo izgubio visinu nakon što je pilot greškom udario u kormilo umjesto da otkluča vrata nakon što se kapetan vratio iz zahoda. Pilot je uspio preuzeti kontrolu nad zrakoplovom, a sve je rezultiralo manjim ozljedama dva člana posade.[46]
- Dana 8. prosinca 2012. Boeing 737 je otklizao 80 metara od piste pri slijetanju zbog sniježne oluje. Nije bilo ozlijeđenih.[47]
- Dana 16. siječnja 2013., Boeing 787 na letu 692 je prijavio probleme s baterijom. Zrakoplov je prisilno sletio. Nije bilo ozlijeđenih prilikom evakuacije. Ovaj incident je rezultirao prizemljenjem svih Dreamlinera dok problemi s baterijom nisu uklonjeni.